# Sheffield (Massachusetts)
Pour les articles homonymes, voir Sheffield (homonymie).
Sheffield est une ville du Comté de Berkshire dans l’État du Massachusetts.
Elle a été incorporée en 1733.
Sa population était de 3 327 habitants en 2020.